# Need for Speed: Payback
Need for Speed: Payback (с англ. — «Жажда скорости: Расплата») — компьютерная игра серии Need for Speed в жанре аркадных автогонок, разработанная студией Ghost Games. Игра выпущена 10 ноября 2017 года компанией Electronic Arts для консолей PlayStation 4 и Xbox One, а также для персональных компьютеров под управлением Windows. Официальным дистрибьютором на территории России выступила компания «СофтКлаб».
Игровой процесс Need for Speed: Payback сосредоточен на уличных гонках, криминальных заданиях и полицейских погонях. Игроку предоставлена свобода передвижения по вымышленному региону Фортуна-Вэлли. Выигрывая заезды, игрок открывает новые автомобили, детали тюнинга и продвигается по карьере. Сетевая игра содержит систему Speedlist, включающую в себя различные соревнования, с помощью которых игроки повышают свой рейтинг. Сюжет строится вокруг команды, состоящей из Тая, Мака и Джесс и их стремлении к возмездию картелю Дом, который контролирует игорные заведения, преступников и полицию всего Фортуна-Вэлли.
Разработчики в ходе создания новой части серии решили провести работу над ошибками, устранив недостатки, присутствовавшие в Need for Speed 2015 года. В отличие от предшественника, Need for Speed: Payback акцентирует больше внимания на преследованиях и сюжете, а также имеет более проработанный открытый мир.
Однако, игра получила противоречивые отзывы от игровой прессы, похвалившей большой открытый мир и множество миссий, но раскритиковавшей однообразие геймплея и сюжета, а также значительное влияние внутриигровых покупок на прохождение.

## Игровой процесс

Гонка на Ford Mustang. В отличие от предшественника, Need for Speed: Payback делает больший акцент на исследование открытого мира и полицейские преследования

Need for Speed: Payback представляет собой аркадную гоночную игру, выполненную в трёхмерной графике и сосредоточенную на уличных гонках. Действие происходит в регионе Фортуна-Вэлли, по которому предоставлена свобода передвижения, а также имеется смена времени суток. В игре действует система трофеев и достижений.
Катаясь по городу, можно найти пиктограммы соревнований разных типов, таких как обычная гонка, гонка внедорожников, дрифтинг, дрэг, криминальные задания и другие. В гонках можно выиграть наличные деньги и новые машины. В игре присутствует десять уличных лиг, в каждой из которых предоставлены свои гонки, задания и участники. После прохождения всех гонок и заданий в каждой лиге открывается соревнование с боссом, который является главарём лиги. Во время некоторых гонок, заданий или при попадании на приманки в виде запчастей для автомобилей и прочих вещей в городе за игроком пускается в погоню полиция. По мере прохождения игры все более быстрые и мощные автомобили будут использовать полицейские, включая фургоны-«носороги», которые сбивают с пути машину нарушителя с помощью лобового столкновения, и вертолёт, следящий за ходом погони и использующий дистанционное устройство, останавливающее двигатель нарушителя. Для ухода от погони необходимо проехать заранее определенный маршрут, по окончании которого копы отстают сами. В городе присутствуют и «события» для лихачей — промчавшись через обозначенный на карте старт, игрок должен проезжать контрольные точки, чтобы установить как можно более высокую среднюю скорость. Помимо этого, по всему городу расположены радары, мимо которых предлагается проехать с как можно более высокой скоростью.
В сетевой игре, как и в предыдущих частях серии, представлен Speedlist, претерпевший некоторые изменения. Он представляет собой список игроков, каждый из которых может участвовать в гонках и голосовать, какое состязание будет следующим. Перед началом гонки игрок должен выбрать один гоночный автомобиль и один внедорожник, при этом уровень производительности машин соперников будет аналогичным. Для рейтинговой гонки также необходимо повышать уровень навыков с помощью побед в гонках, однако при частых поражениях рейтинг снижается. За победу и, в меньшей степени, за простое участие в гонках игрок награждается внутриигровой валютой и запчастями. В рейтинговой гонке можно заработать дополнительную репутацию, если машина слабее тех, что у соперников. Помимо этого, в игре действует система Autolog, позволяющая сравнивать свои результаты с другими игроками по сети.
Автомобили в игре представлены лицензированными моделями от таких известных мировых производителей, как BMW, Chevrolet, Nissan, Lamborghini, Mercedes-Benz и других и разделены на пять классов: гоночный, дрифт, внедорожный, дрэг и погоня. Для каждой гонки и каждого задания понадобится определённый класс автомобиля. По городу также можно найти запчасти от заброшенных старых машин, которые игрок может забрать в гараж и собрать машины-«реликвии». Для автомобилей доступны обширные возможности тюнинга и стайлинга; запчасти можно как выиграть в гонках и найти по городу, так и купить за внутриигровую валюту или же реальные деньги. Во время сильных столкновений автомобиль разбивается и через несколько секунд вновь восстанавливается на дороге; игрок волен сбивать и машины любых других участников движения. Как и в предыдущей части серии, предусмотрен фоторежим, в котором можно сделать и сохранить снимок своего автомобиля в гараже или в городе, выбирая желаемый ракурс.

## Сюжет

### Игровой мир
Действие игры происходит в вымышленном регионе под названием Фортуна-Вэлли, по которому предоставлена свобода передвижения и который является самым большим открытым миром среди всех игр серии Need for Speed на момент выпуска игры. Его прототипами послужили места южной Невады и восточной Калифорнии. Фортуна-Вэлли разделён на следующие районы:
- Сильвер-Рок — крупный город, находящийся на юго-востоке Фортуны-Вэлли. Основан на Лас-Вегасе, черпая элементы Сиэтла. В нём сосредоточены небоскрёбы и промышленные зоны. Ключевые точки Сильвер-Рок: Биллионерс-Роу, Бумвиль, Арк-Тауэр, Лэйксайд, Баррио и Аэропорт Карвиль.
- Либерти-Дезерт — пустыня, находящаяся западнее города Сильвер-Рок. Прообразом в первую очередь стала пустыня Мохаве. В ней расположен первый гараж игрока, множество гонок по бездорожью и несколько заброшенных машин, которые может забрать и отремонтировать игрок. Ключевые точки Либерти-Дезерт: Аэродром 73, Солнечный проект Фортуна-Вэлли, Станция Фортуна-Вэлли и Церковь Лас-Альмас.
- Маунт-Провиденс — горы, расположенные на западе Фортуны-Вэлли. Были вдохновлены Йосемитским национальным парком. В нём находятся много тоннелей и небольших заведений. Ключевые точки Маунт-Провиденс: Обсерватория Маршалла, Даймонд-Пик, Тоннель Коэна, Отель и казино «Фортуна-Вэлли», Церковь Соледад, Маунт-Грейнт, Брэкстон, Коттеджи Ньюхэйвен и Франклин-Доум.
- Сильвер-Кэньон — ущелья и каньоны на севере Фортуны-Вэлли, тянущиеся до северного края Сильвер-Рок и окаймляющие Либерти-Дезерт с севера и востока. Основан на Ред-Рок-Каньон и частично на Гранд-Каньоне. Ключевые точки Сильвер-Кэньон: Казино «Сильвер», Дамба «Сильвер», Эмбер-Пик и Туристический центр Эмбер-Вэлли.

### История
После дружественной гонки между Таем, Маком и Джесс, вся команда встречается на заброшенной авиабазе с механиком Равом и Линой Наварро, которая напоминает всем о некоем «задании». Герои направляются на гонку, в Сильвер-Рок, где Тай встречается с хозяином крупного казино, «Шулером» — Маркусом Уиром, который отдаёт Таю Koenigsegg Regera, с условием однозначной победы в гонке. Но вместо этого, Тай угоняет Koenigsegg, по заказу Наварро, и, успешно скрывшись от прибывших полицейских, отгоняет машину на осмотр к Раву. Однако, приехав в пункт назначения, Тай внезапно обнаруживает Рава лежащим без сознания. Лина, находившаяся рядом, забирает Koenigsegg для картеля Дом, на который она работает, и уезжает, предварительно вызвав полицию. Дом контролирует полицию, преступников и казино всей Фортуны-Вэлли. В то время, как приехавший Мак остаётся с Равом, Тай, на своём Nissan Skyline, старается отогнать полицейских от базы Рава. Сразу после окончания погони, Морган случайно встречается с Маркусом и его людьми. Поначалу Шулер хочет сдать Моргана полиции, но затем предлагает ультиматум — в обмен на свободу, Тайлер будет работать на Уира. Морган соглашается.
Полгода спустя, Тайлер работает личным водителем Шулера. Подгоняя машину к парковке казино, Морган становится невольным свидетелем разговора Маркуса и Лины Наварро, из которого следовало, что Дом грозится забрать у Маркуса его казино. Затем, уже возвращаясь домой после «рабочей смены», Тайлер понимает, что ему надоело ждать. Он решает в открытую бросить вызов картелю. Выиграв несколько гонок, с целью обратить на себя внимание «лейтенантов» Дома, Морган получает «приглашение» на участие в одном из заездов, организованных картелем. Звонит Шулер и просит не ввязываться в авантюру одному. Тайлер не соглашается и отправляется на гонку, получив «в подарок» от картеля новую машину для заезда. Уже на старте, Морган получает позывной для внутренней связи и узнаёт, что его основная цель — проиграть одному из гонщиков. Вместо этого, он выигрывает заезд, вдобавок выдав себя присутствующей среди организаторов Наварро, напрямую заявляя, что отомстит за предательство.
На обратном пути, Моргана преследуют бандиты Дома, посланные Наварро. Ему удаётся скрыться от погони, после чего звонит Шулер и предлагает встретиться. Маркус рассказывает о хозяине картеля, известном как Коллекционер, и главной уличной гонке страны, организуемой Домом — «Бандитской гонке». Уир предлагает Моргану участвовать и выиграть эту гонку, чтобы лишить Коллекционера его доли за победу, и не позволить гонщикам картеля хозяйничать на улицах города. У Шулера также есть и личный интерес — сохранить за собой казино. Тайлер отказывается помогать ему и уезжает. Тем временем, Лина Наварро получает прямой приказ от Коллекционера — разобраться с Тайлером. Этой же ночью, на глазах у Моргана, люди Наварро подрывают его дом и угоняют подаренную Домом машину. Тайлер звонит Шулеру и говорит, что согласен действовать заодно с ним против Дома. Маркус просит начать собирать команду.
Созвонившись с Маком, Джесс и Равом, Тайлер рассказывает о своём плане — добиться участия в «Бандитской гонке» и выиграть её. Для этого сперва необходимо вернуть былую репутацию — бросить вызов сразу нескольким бандам уличных гонщиков, в том числе и тем, кто «на короткой ноге» с людьми картеля. Используя свои навыки, команда начинает постепенно собирать свою армию для победы над картелем — Тайлер и Мак побеждают и входят в доверие к лидерам нескольких банд гонщиков, а Джесс становится двойным агентом — берётся за сотрудничество с неким анонимом, охотно предоставляющим взамен информацию о «закрытых» делах Дома, а также одним из водителей картеля.
В финале игры, заручившись доверием лидеров побеждённых банд, Тайлер становится участником «Бандитской Гонки». На втором из трёх заявленных этапов (гонка по бездорожью), в погоню за Тайлером, по приказу Лины Наварро, отправляются все отряды коррумпированной Домом полиции. Моргану удаётся заманить полицейских на базу своей команды, таким образом дав сигнал к действию остальным командам, которые начинают отвлекать внимание от Моргана, устраивая потасовки на дорогах Фортуны-Вэлли. Полиция прекращает преследовать Тайлера, дабы не допустить критического уровня беспорядков. Сразу после того, как Тайлер выигрывает второй этап, Лина решает бросить ему вызов лично. Морган успешно побеждает Наварро, после чего Лине звонит Коллекционер, и заявляет, что она ему больше не нужна.
Последняя сцена игры — Тайлер, Джесс и Мак вместе едут по мосту Фортуны-Вэлли. Тайлер предлагает ещё одну «дружескую гонку», до базы Рава. Все соглашаются.

## Разработка и выход игры
Ещё до анонса Need for Speed: Payback разработчики из студии Ghost Games утверждали, что выпуск новой игры серии Need for Speed состоится не раньше 2017 года, а сама игра учтёт ошибки предыдущей части серии, которая получила противоречивые отзывы профессиональных критиков и обычных игроков. 9 ноября 2016 года компания Electronic Arts зарегистрировала торговую марку видеоигры Need for Speed: Arena. 23 марта 2017 года стало известно, что на выставке EA Play в рамках E3 2017 покажут и дадут поиграть посетителям новую часть серии Need for Speed, а также некоторые другие игры компании. Незадолго до анонса новой части Electronic Arts выкладывала в сети тизер-изображения предстоящей Need for Speed. Официальный анонс новой части серии под названием Need for Speed: Payback состоялся 2 июня 2017 года, тогда же был опубликован первый трейлер и информация о сюжете и особенностях игры. Помимо этого, стала известна информация о предварительном заказе, при котором игроки получают пять эксклюзивных автомобилей, уникальные детали тюнинга, ранний доступ к игре и другое.
Как и для Need for Speed 2015 года, для Payback разработчики использовали тематику уличных гонок с полицейскими преследованиями, которые стали популярны среди фанатов серии. Кроме того, в новой игре создатели также делают упор на сюжет, вследствие чего игроку доступны под управление три персонажа, каждый со своей сюжетной линией, которые, однако, пересекаются между собой, подобно Grand Theft Auto V. Для большего реализма были использованы замедление времени, кинематографические сцены и повторы. Не меньше внимания было уделено тюнингу автомобилей: по сравнению с Need for Speed 2015 года, в Payback разработчики обещали предоставить большее количество лицензированных деталей от таких производителей, как Rocket Bunny, Alchemist и многих других, а также детальную настройку производительности. Помимо этого, автомобили будут разделены на несколько классов, и с помощью комплектов кузова можно полностью изменить автомобиль, например сделать из него внедорожник. Также была заявлена поддержка игрой PlayStation 4 Pro и Xbox One X с улучшениями в графике и поддержкой изображения сверхвысокой чёткости (4K). В отличие от предшественника, Need for Speed: Payback не требует постоянного сетевого подключения.
21 августа 2017 года Need for Speed: Payback была продемонстрирована на выставке Gamescom. Разработчики подтвердили, что в игре будут использованы более проработанные полицейские погони, чем в предыдущей части серии: у служителей порядка будут несколько видов машин с различной тактикой преследования и возможностями. Помимо этого, на выставке была показана новейшая модель серии BMW M5 2018 года из игры, на которую Electronic Arts получили лицензию благодаря тесному сотрудничеству с производителем BMW. Вскоре был показан геймплей гонок по бездорожью, которые впервые полноценно появились в серии, а также сообщено, что в предстоящей Need for Speed не будет автомобилей фирмы Toyota. Игровой мир — регион Фортуна-Вэлли — по словам разработчиков, является самым большим в истории серии, и будет включать в себя большое количество коллекционных предметов, запчастей и автомобилей, а также полноценный 24-часовой цикл времени суток.
2 ноября Need for Speed: Payback стал доступен для подписчиков EA Access и Origin Access для Xbox One и ПК соответственно. 7 ноября игра вышла для тех, кто оформил предварительный заказ на Deluxe-издание, а 10 ноября состоялся релиз во всём мире и на всех платформах. 22 ноября вышло обновление, улучшающее игровой баланс и оптимизацию. 19 декабря для Need for Speed: Payback вышло первое дополнение — «Speedcross», в которое включены новые режимы, задания, автомобили и запчасти для них, а также поддержка игровых рулей. В 2018 году Electronic Arts и Ghost Games сообщили в твиттере о своём намерении запустить новый режим — «Online Free Roam»; выпуск дополнения, в котором, помимо прочего, присутствует новый контент и различные улучшения, состоялся 13 февраля.

## Музыка

Обложка музыкального альбома Need for Speed Payback (Original Game Soundtrack)

Над оригинальным музыкальным сопровождением игры, звучащим в меню и кат-сценах, работал композитор Джо Трапанезе. Саундтрек в Need for Speed: Payback включает в себя композиции различных жанров от известных исполнителей и групп, таких как Action Bronson («The Choreographer»), Gorillaz («Ascension»), Royal Blood («Lights Out»), Bonobo («Kerala») и других. В зависимости от того, какой тип гонки проходит игрок и находится ли он в городе или в гараже, звучат треки разных жанров.
В месте с выпуском Need for Speed: Payback, 10 ноября 2017 года, под лейблом EA Music в продажу поступило цифровое издание альбома с оригинальной музыкой из игры от Джо Трапанезе.
| №                   | Название                      | Длительность |
| ------------------- | ----------------------------- | ------------ |
| 1.                  | «Assemble the Crew»           | 4:01         |
| 2.                  | «Get the Truck»               | 2:19         |
| 3.                  | «Night Ride»                  | 2:20         |
| 4.                  | «Demolishing the Competition» | 1:28         |
| 5.                  | «The House Always Wins»       | 4:59         |
| 6.                  | «Let’s Get Some Revenge»      | 2:40         |
| 7.                  | «Blockbuster Rundown»         | 4:23         |
| 8.                  | «Blast Off»                   | 1:35         |
| 9.                  | «The Gamble»                  | 3:59         |
| 10.                 | «The Ambush»                  | 2:33         |
| 11.                 | «One More Escape»             | 1:53         |
| Общая длительность: | Общая длительность:           | 32:10        |

## Оценки и мнения
| Сводный рейтинг       | Сводный рейтинг                        |
| Агрегатор             | Оценка                                 |
| --------------------- | -------------------------------------- |
| GameRankings          | - 59,00 % (PS4) - 56,81 % (XONE)       |
| Metacritic            | 62/100 (PC) 61/100 (PS4) 61/100 (XONE) |
| Иноязычные издания    |                                        |
| Издание               | Оценка                                 |
| Destructoid           | 3/10                                   |
| Edge                  | 4/10                                   |
| EGM                   | 4/10                                   |
| Game Informer         | 6/10                                   |
| GameSpot              | 5/10                                   |
| GamesRadar+           | [ 31 ]                                 |
| IGN                   | 5,9/10                                 |
| OXM                   | 4/10                                   |
| PC Gamer (US)         | 53/100                                 |
| Polygon               | 6,5/10                                 |
| PC World              | [ 36 ]                                 |
| Русскоязычные издания |                                        |
| Издание               | Оценка                                 |
| 3DNews                | 3/10                                   |
| PlayGround.ru         | 4/10                                   |
| StopGame.ru           | Проходняк                              |
| «Игромания»           | 5,5/10                                 |
| «Игры Mail.ru»        | 6/10                                   |
| «Канобу»              | 7/10                                   |

Need for Speed: Payback была неоднозначно встречена рецензентами. Журналисты критиковали игру за простой и неоригинальный геймплей, однообразие режимов, а также за введённую систему микротранзакций, оказывающую огромное влияние на игровой процесс. К плюсам были отнесены открытый мир и большое количество миссий. На сайте Metacritic версия для персональных компьютеров имеет среднюю оценку в 62/100, а для консолей — 61/100.
Брайан Калхун из редакции CGMagazine заявил, что «игру сделали так, чтобы в неё невозможно было комфортно играть, не покупая лутбоксы».
Схожего мнения об игре оказался и Ричард Уэйклинг из издания GameSpot, поставивший ей 5 баллов из 10. По его мнению игра «насквозь однообразна и совсем не похожа на „Форсаж“, что разочаровывает». Также рецензент столкнулся с тем, что ему приходилось постоянно монотонно собирать ресурсы для дальнейшего прохождения игры. Журналист считает, что без покупки контейнеров в Need for Speed «невозможно играть», поскольку для продвижения нужно перепроходить одни и те же задания по нескольку раз, чтобы заработать нужные для апгрейда автомобиля деньги.
В феврале 2018 года Ghost Games ответили на критику в адрес игры и разработчиков, утверждая, что «жалoбы и стeнания кoмьюнити начали пepexoдить вce гpаницы», а также добавив, что игра «не мертва», и команда делает всё возможное, чтобы исправить ошибки и добавить новые возможности в Need for Speed: Payback.
Люк Рейли из IGN похвалил Electronic Arts за исправление проблем предшественницы игры, Need for Speed, но раскритиковал ее «скриптовый» сюжет, отсутствие полицейских погонь во время свободного передвижения, скриптовые полицейские погони, механизмы, похожие на лутбоксы, во время настройки, понижается управляемость, и накручена обманом как самой продаваемой, однако является самой худшей версией, которые довели до нереальных повреждений автомобиля и ряд других проблем. PC World раскритиковал игру за изобилие микротранзакций, сильно ограниченную возможность настройки автомобилей, механику игрового процесса, отсутствие вида из кабины и ряд других проблем и резко сравнил ее с серией Forza Horizon.
По данным The NPD Group, Payback стала восьмой самой продаваемой игрой в США в ноябре 2017 года.
| Год  | Награда                                               | Категория            | Результат | Источник |
| ---- | ----------------------------------------------------- | -------------------- | --------- | -------- |
| 2017 | Game Critics Awards                                   | Лучшая гоночная игра | Номинация | [ 48 ]   |
| 2017 | Gamescom 2017                                         | Лучшая гоночная игра | Номинация | [ 49 ]   |
| 2018 | National Academy of Video Game Trade Reviewers Awards | Коллекция музыки     | Номинация | [ 50 ]   |